# Arkagalà
Arkagalà (en rus: Аркагала) és un poble (possiólok) de l'óblast de Magadan, a Rússia, que el 2019 no tenia cap habitant.